# Maculinea taras
Maculinea taras är en fjärilsart som beskrevs av Hans Fruhstorfer 1934. Maculinea taras ingår i släktet Maculinea och familjen juvelvingar. Inga underarter finns listade i Catalogue of Life.